# 盖尔克萨勒
盖尔克萨勒（法語：Guerquesalles，法語發音：[ɡɛʁkəsal] ⓘ）是法国奥恩省的一个市镇，属于阿让唐区。

## 地理
盖尔克萨勒（48°54'23"N, 0°12'26"E）面积8.66 平方千米，位于法国诺曼底大区奧恩省，该省份为法国西北部内陆省份，北起顺时针与卡爾瓦多斯省、厄尔省、厄尔-卢瓦省、萨尔特省、马耶讷省和芒什省接壤。
与盖尔克萨勒接壤的市镇（或旧市镇、城区）包括：维穆捷、弗雷奈勒桑松、卡芒贝尔、鲁瓦维尔、蒂什维尔。

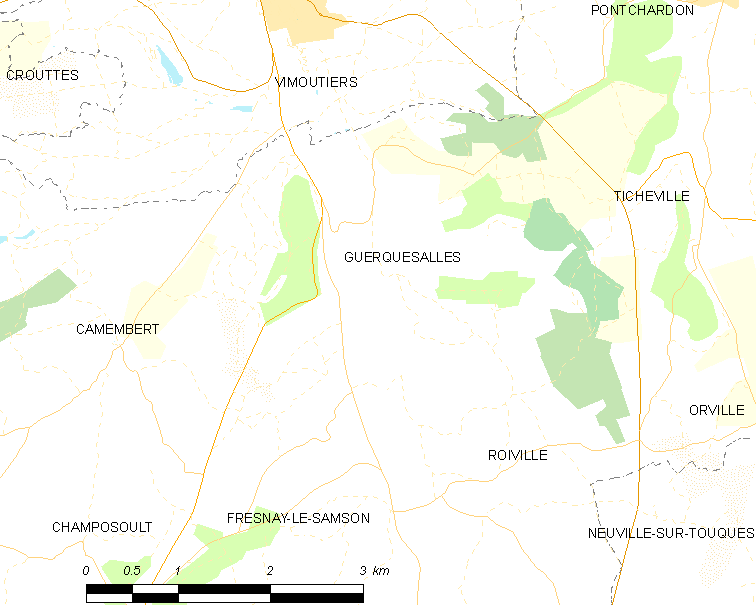
盖尔克萨勒的OSM定位图

盖尔克萨勒的时区为UTC+01:00、UTC+02:00（夏令时）。

## 行政
盖尔克萨勒的邮政编码为61120，INSEE市镇编码为61198。

## 政治
盖尔克萨勒所属的省级选区为维穆捷县。

## 人口

1962-2008年间盖尔克萨勒人口变化图示

盖尔克萨勒于2022年1月1日时的人口数量为133人。